# Aslan y Ezcurra
Aslan y Ezcurra es uno de los primeros estudios de arquitectura moderna en la Argentina. Fue formado en 1931 por los arquitectos José Aslan (1909-1981) y Héctor de Ezcurra (1909-1980), a los cuales se sumó en 1957 Alejandro Madero (1929-1991). En la actualidad, permanece activo en manos de la tercera generación familiar de arquitectos.
Aslan y Ezcurra ingresaron a la Escuela de Arquitectura de la Universidad de Buenos Aires en 1926, donde se conocieron e hicieron amigos, asociándose en 1929 para diversos proyectos, formando un pequeño equipo a cargo de todas las tareas profesionales. Sus primeras obras fueron de estilo academicista francés, pero luego de pasar por una faceta pintoresquista entraron plenamente a la arquitectura del Movimiento Moderno. En 1935 se expandieron, contratando a un dibujante, Fidias Calabria, especialmente para poder presentarse al proyecto del nuevo estadio para el Club River Plate, que ganaron y les sirvió para propulsarse en el plano profesional.
En 1943, remodelaron las inconclusas Galerías Bon Marché Argentina, transformándolas en las Galerías Pacífico, una obra de gran peso decorada por grandes pintores argentinos, que sería totalmente modificada en 1990 para transformarla en un shopping. En 1960 se sumó Jorge Aslan, actual titular del estudio, y dos años después Lorenzo Gigli, aún parte del equipo. En la siguiente década, se especializaron en la construcción de edificios de vivienda y galerías comerciales, entre las cuales se destaca la Galería Bond Street en Buenos Aires.
Luego, mientras el plantel del estudio crecía, pasaron a destacarse en el rubro industrial, tema que explotaron principalmente en la década de 1970, además de concluir la construcción del estadio de River Plate para la Copa Mundial de 1978.
En 1992 el estudio recibió un Diploma al Mérito de los Premios Konex por su trayectoria en la última década (1982-1991).

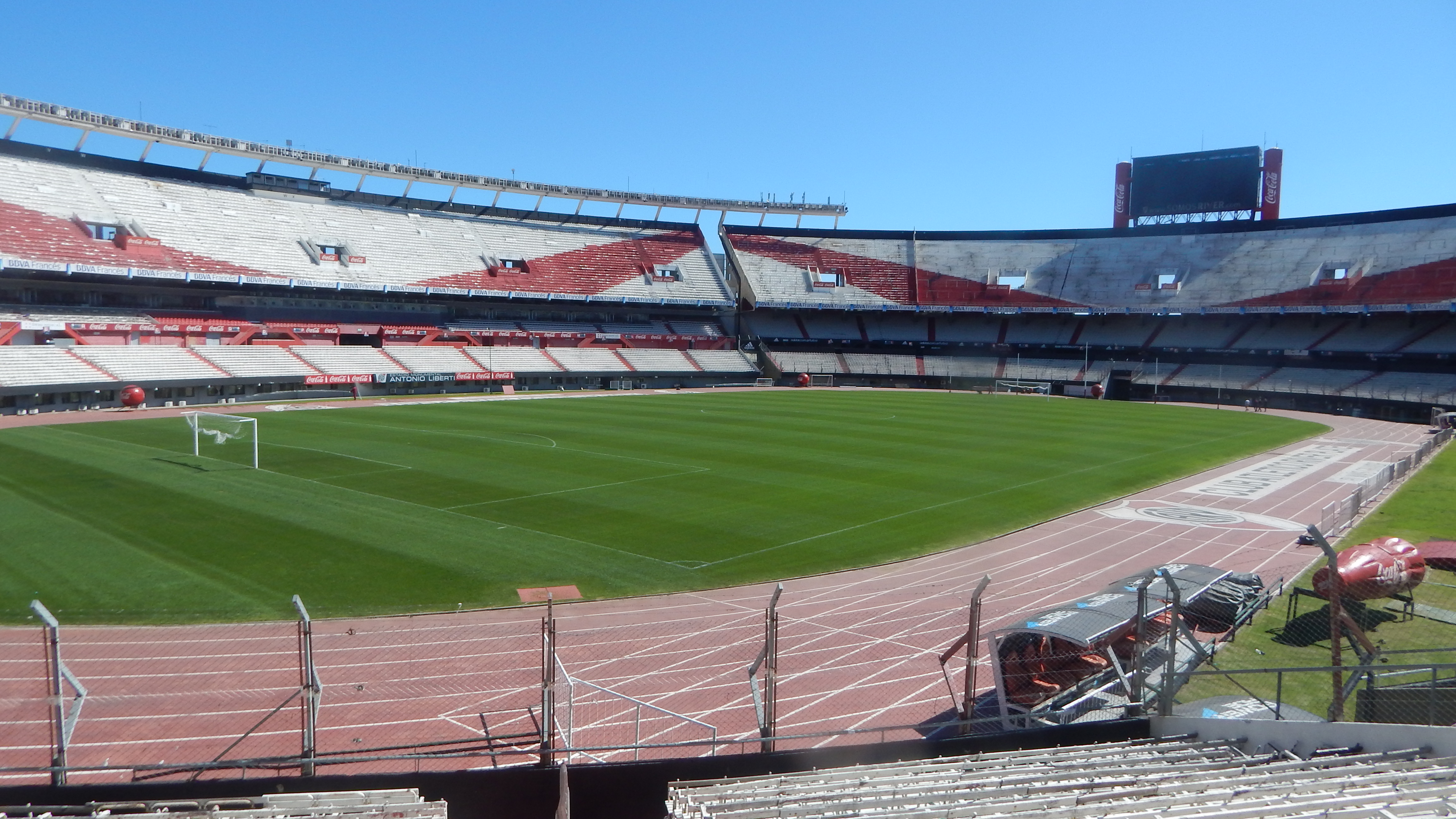
Estadio Monumental (1938)

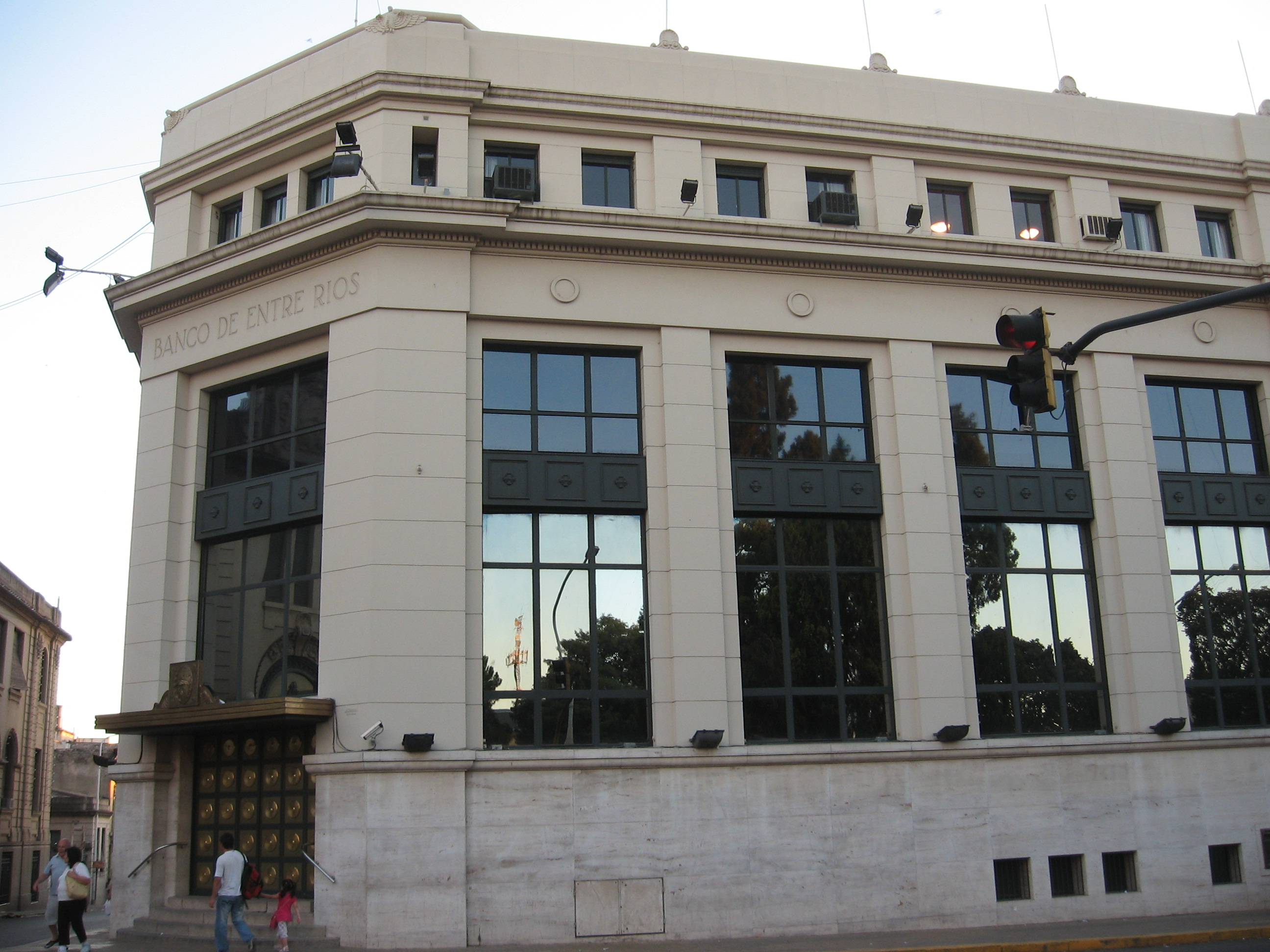
Banco de Entre Ríos en Paraná (1939)

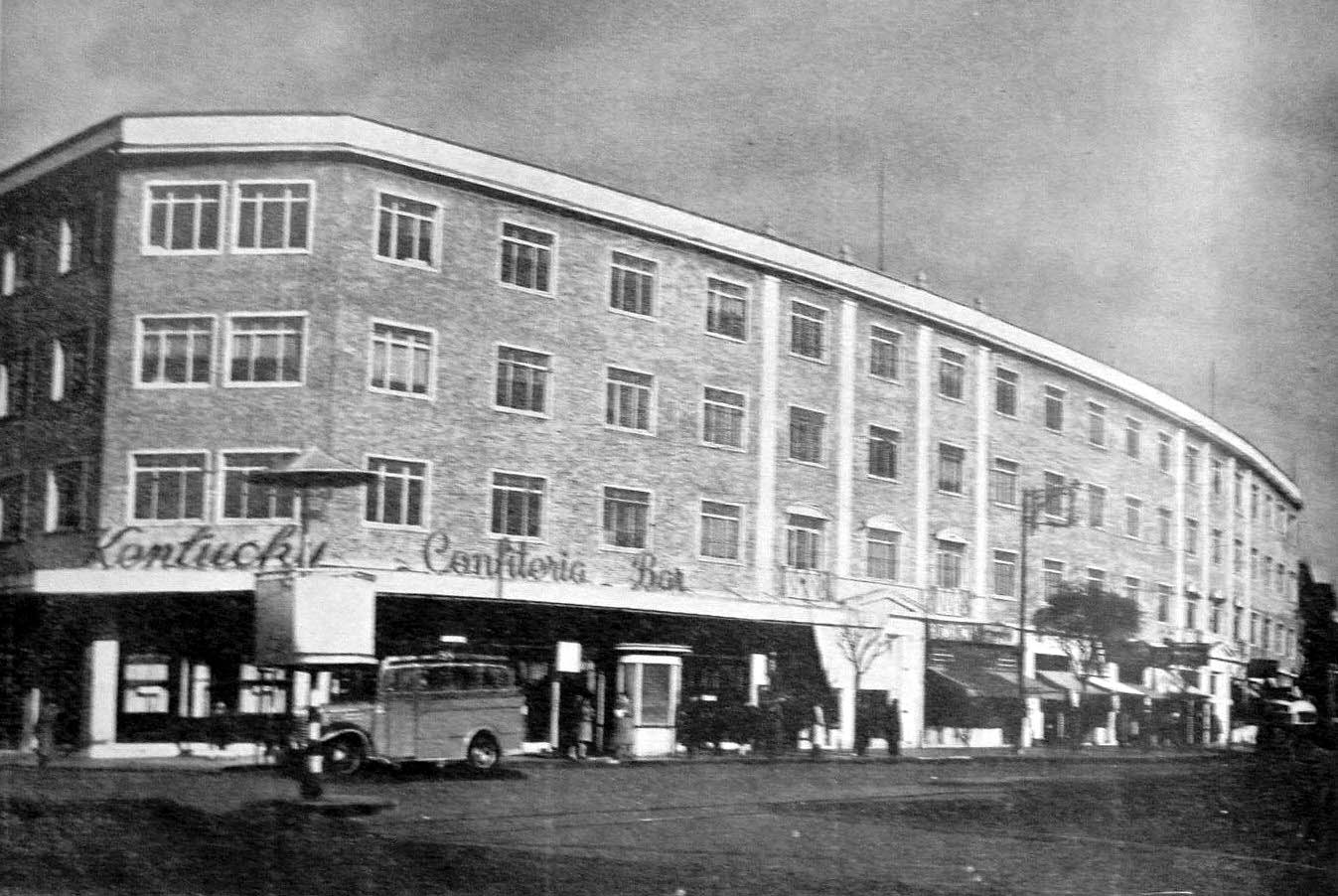
Oficinas del Ferrocarril Buenos Aires al Pacífico en Palermo (1945)

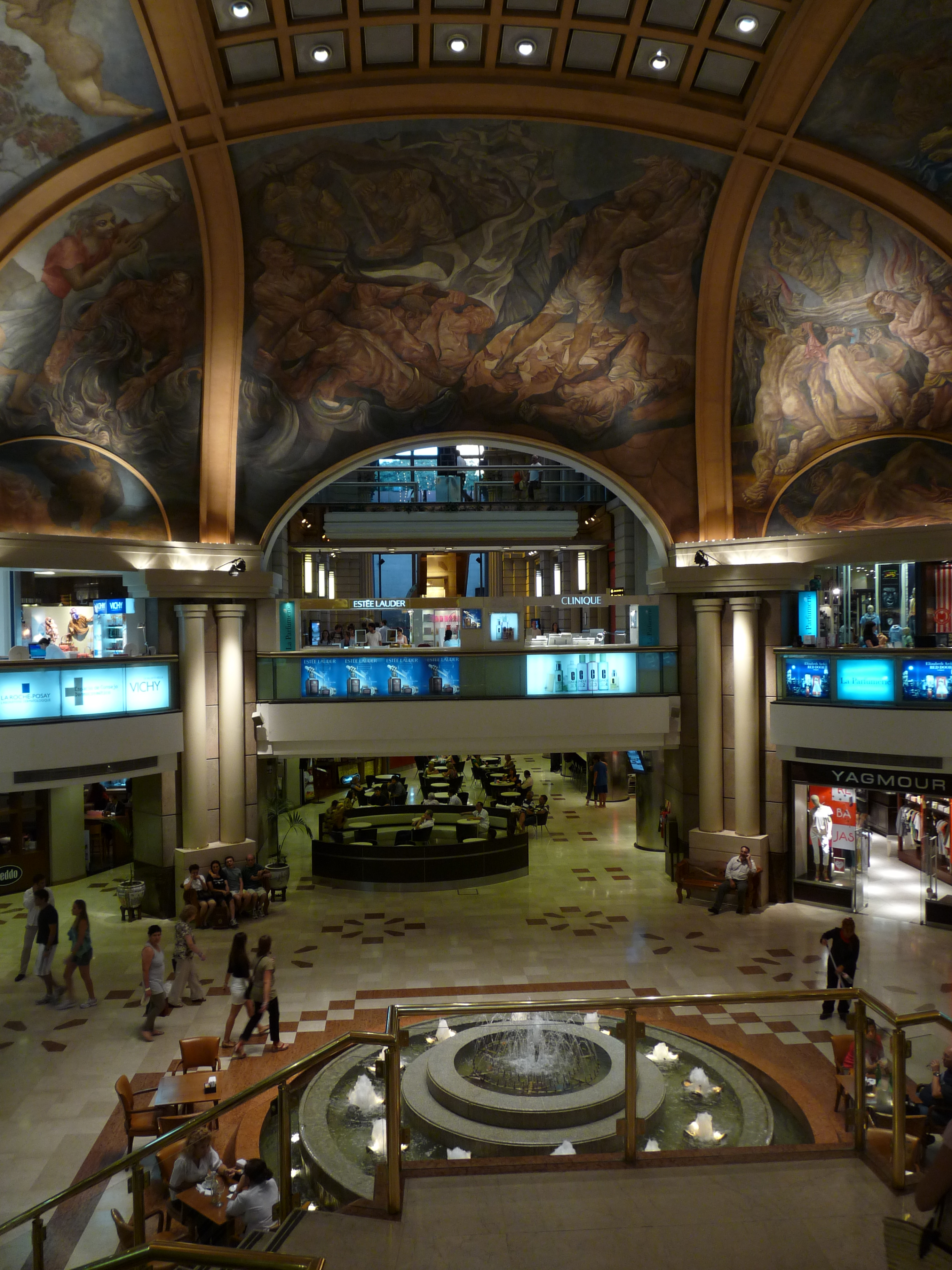
Galerías Pacífico (1945, remodeladas en 1990)

## Obras destacadas
- 1935: Concurso para el Estadio Monumental del Club Atlético River Plate, en Buenos Aires (remodelado en 1978)
- 1939: Banco de Entre Ríos (casa central), en Paraná
- 1941: Hotel Nacional de Turismo, en Salta
- 1941: Edificio Carlos Pellegrini 1521, en Buenos Aires
- 1945: Galerías Pacífico, en Buenos Aires (remodeladas en 1990)
- 1945: Oficinas para el Ferrocarril Buenos Aires al Pacífico en Av. Santa Fe 4500, en Buenos Aires
- 1949: Hangares del Aeropuerto de Ezeiza
- 1950: Barrio Malvinas, en Boulogne Sur Mer
- 1950: Banco de San Juan (casa central), en San Juan
- 1954: Galería Santa Fe (Av. Santa Fe 1654), en Buenos Aires
- 1957: Oficinas para el Diario Clarín, en Buenos Aires
- 1962: Galería Boston (Florida 132), en Buenos Aires
- 1962: Usina Termoeléctrica, en Barranqueras
- 1965: Bank of America (casa central), en Buenos Aires (asoc. Mario Roberto Álvarez y Asociados; y Joselevich y Ricur)
- 1965: Conjunto Habitacional (552 viviendas), en Vicente López
- 1967: Asociación Argentina de Cultura Inglesa (Suipacha 1333), en Buenos Aires
- 1968: Colegio del Salvador, en Buenos Aires
- 1968: Edificio Panedile, en Buenos Aires (asoc. Mario Roberto Álvarez y Asociados)
- 1968: Torre Plaza, en Buenos Aires
- 1969: Peatonalización de la calle Florida, en Buenos Aires
- 1970: Planta Industrial para Ascensores Otis S.A., en San Fernando
- 1972/1975: Comedor, viviendas y laboratorios para la Comisión Nacional de Energía Atómica, en Ezeiza
- 1973: Planta Industrial para SAAB Scania, en Tucumán
- 1973: Torre residencial (Fray Justo Sta. María de Oro, esq. Seguí), en Buenos Aires
- 1974: Fábrica para Alpargatas S.A., en Florencio Varela
- 1974: Edificio San Martín 128, en Buenos Aires (asoc. Mario Roberto Álvarez y Asociados)
- 1974: Conjunto Piedrabuena, en Buenos Aires (asoc. MSGSSS)
- 1977/1982: Torre del Banco de la Ciudad de Buenos Aires (ampliación de la Casa Matriz), en Buenos Aires
- 1978: Estaciones de Transferencia Pompeya, Colegiales y Flores para el CEAMSE, en Buenos Aires (asoc. Antonini-Schon-Zemborain)
- 1978: Colegio San Juan El Precursor, en San Isidro
- 2003: Restauración del edificio Farmacia Suiza (Maipú, esq. Tucumán), en Buenos Aires
- 2009: Edificio en Adolfo Alsina 1835 para la Biblioteca del Congreso de la Nación Argentina, en Buenos Aires
- 2010: Ampliación de la Iglesia de Jesucristo de los Santos de los Últimos Días, en Ciudad Evita